# Pravda (Pravda), Pervomaiske
Pravda (în ucraineană Правда) este localitatea de reședință a comunei Pravda din raionul Pervomaiske, Republica Autonomă Crimeea, Ucraina.

## Demografie
Componența lingvistică a localității Pravda
     Rusă (60,91%)
     Ucraineană (26,98%)
     Tătară crimeeană (10,45%)
     Alte limbi (0,18%)
Conform recensământului din 2001, majoritatea populației localității Pravda era vorbitoare de rusă (60,91%), existând în minoritate și vorbitori de ucraineană (26,98%) și tătară crimeeană (10,45%).